# (10325) Bexa
(10325) Bexa est un astéroïde de la ceinture principale.

## Description
(10325) Bexa est un astéroïde de la ceinture principale. Il fut découvert le 18 novembre 1990 à La Silla par Eric Walter Elst. Il présente une orbite caractérisée par un demi-grand axe de 2,37 UA, une excentricité de 0,14 et une inclinaison de 7,3° par rapport à l'écliptique.

## Compléments